# El presoner de la Segona Avinguda
El presoner de la Segona Avinguda (The Prisoner of Second Avenue) és una pel·lícula estatunidenca dirigida per Melvin Frank, estrenada el 1975. Ha estat doblada al català.

## Argument
Un home a l'atur té una depressió nerviosa.

## Repartiment
- Jack Lemmon: Mel
- Anne Bancroft: Edna
- Gene Saks: Harry Edison
- Elizabeth Wilson: Pauline
- Florence Stanley: Pearl
- Maxine Stuart: Belle
- Ed Peck: home
- Gene Blakely: Charlie
- Ivor Francis: psiquiatre
- F. Murray Abraham: taxista
- Sylvester Stallone: el jove al parc
- Gary Owens
- M. Emmet Walsh